# Радек Дворжак
Радек Дворжак (чеськ. Radek Dvořák; 9 березня 1977, м. Табор, ЧССР) — чеський хокеїст, правий нападник. 
Виступав за ХК «Чеське Будейовіце», «Флорида Пантерс», «Нью-Йорк Рейнджерс», «Едмонтон Ойлерс», «Сент-Луїс Блюз», «Атланта Трешерс», «Даллас Старс».
В чемпіонатах НХЛ — 1181 матч (218+358), у турнірах Кубка Стенлі — 39 матчів (2+5). У чемпіонатах Чехії — 27 матчів (8+6), у плей-оф — 9 матчів (5+1).
У складі національної збірної Чехії учасник зимових Олімпійських ігор 2002 (4 матчі, 0+0); учасник чемпіонатів світу 1999, 2001, 2004 і 2005 (37 матчів, 9+16), учасник Кубку світу 2004 (4 матчі, 1+0). У складі юніорської збірної Чехії переможець чемпіонатів Європи 1994 і 1995.
Досягнення
- Чемпіон світу (1999, 2001, 2005)
- Бронзовий призер чемпіонату Чехії (1995)
- Бронзовий призер юніорського чемпіонату Європи (1994).